# Românești (gmina Coșna)
Românești – wieś w Rumunii, w okręgu Suczawa, w gminie Coșna. W 2011 roku liczyła 71 mieszkańców.